# Radioluminiscencia

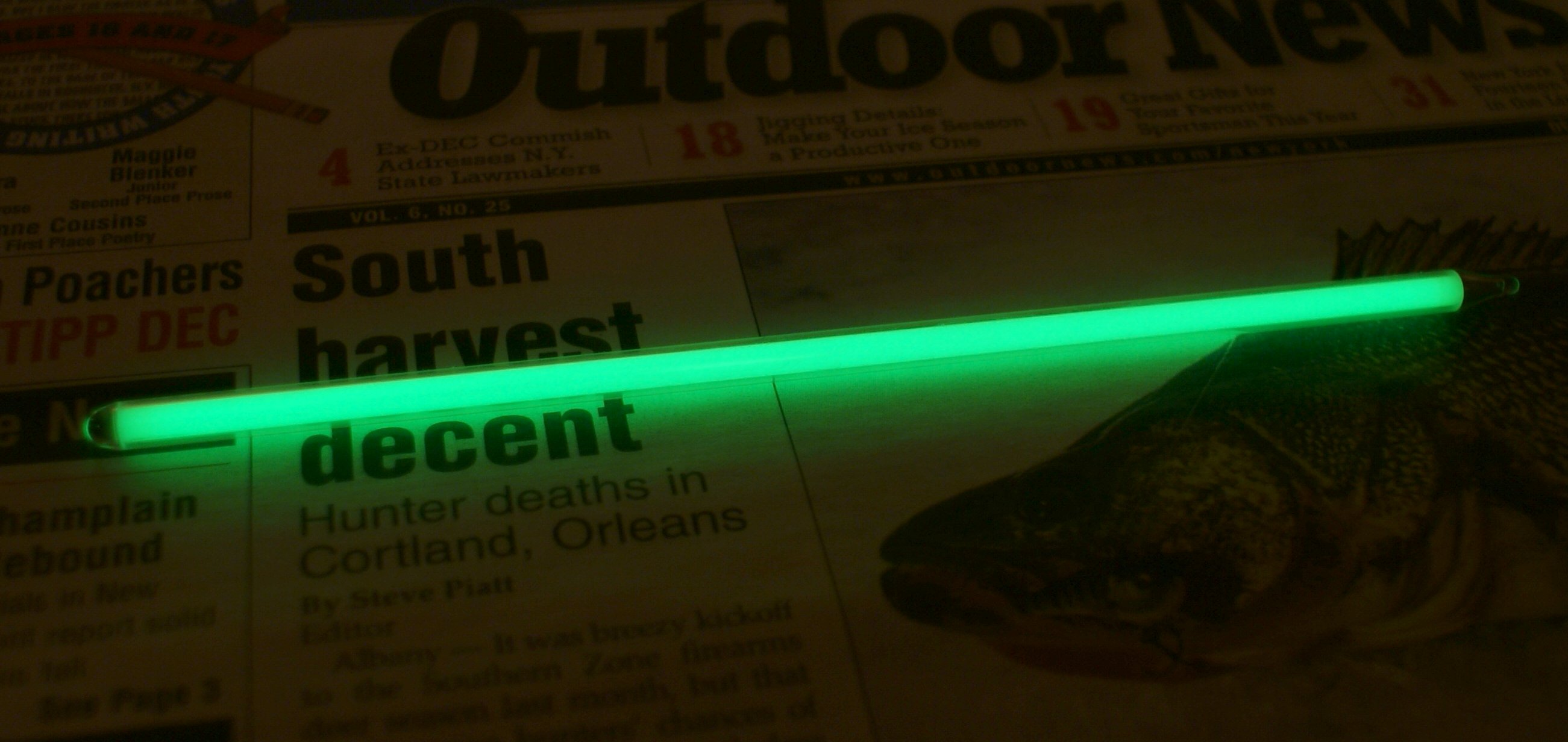
Un vial de tritio radioluminiscente de 1.8-curie (67 GBq) 152.4 mm × 5.1 mm es simplemente un contenedor de cristal fino, llenado de gas tritio, cuya superficie interior está recubierta de fósforo. El vial "fuente luminosa de tritio gaseoso" que se muestra aquí es nuevo.

La radioluminiscencia es el fenómeno por el cual se produce luz en un material mediante el bombardeo con radiación ionizante, como por ejemplo partículas beta. La radioluminiscencia se utiliza como fuente de luz de bajo nivel para la iluminación nocturna de instrumentos, señalización u otras aplicaciones en las que la luz debe ser producida por períodos largos sin fuentes externas de energía. La pintura radioluminiscente ha sido utilizada para manecillas de reloj y cuadros de instrumentos, lo que permite que sean leídos en la oscuridad. Ocasionalmente es también posible  de observar la radioluminiscencia cerca de fuentes de radiación de alta potencia, como reactores nucleares y radioisótopos.

## Mecanismo
La radioluminiscencia se produce cuando una partícula de radiación entrante choca con un átomo o molécula, excitando un electrón orbital a un nivel de energía más alto.  El electrón vuelve a su nivel de energía de base mediante la emisión de la energía adicional en la forma de un fotón de luz. El fotón de luz liberada es por lo general un fotón invisible para el ojo humano. Por lo tanto, en las fuentes de luz radioluminiscentes, la sustancia radiactiva es mezclada con fósforo, un producto químico que libera luz con un color particular, al chocar con la partícula.

## Tritio

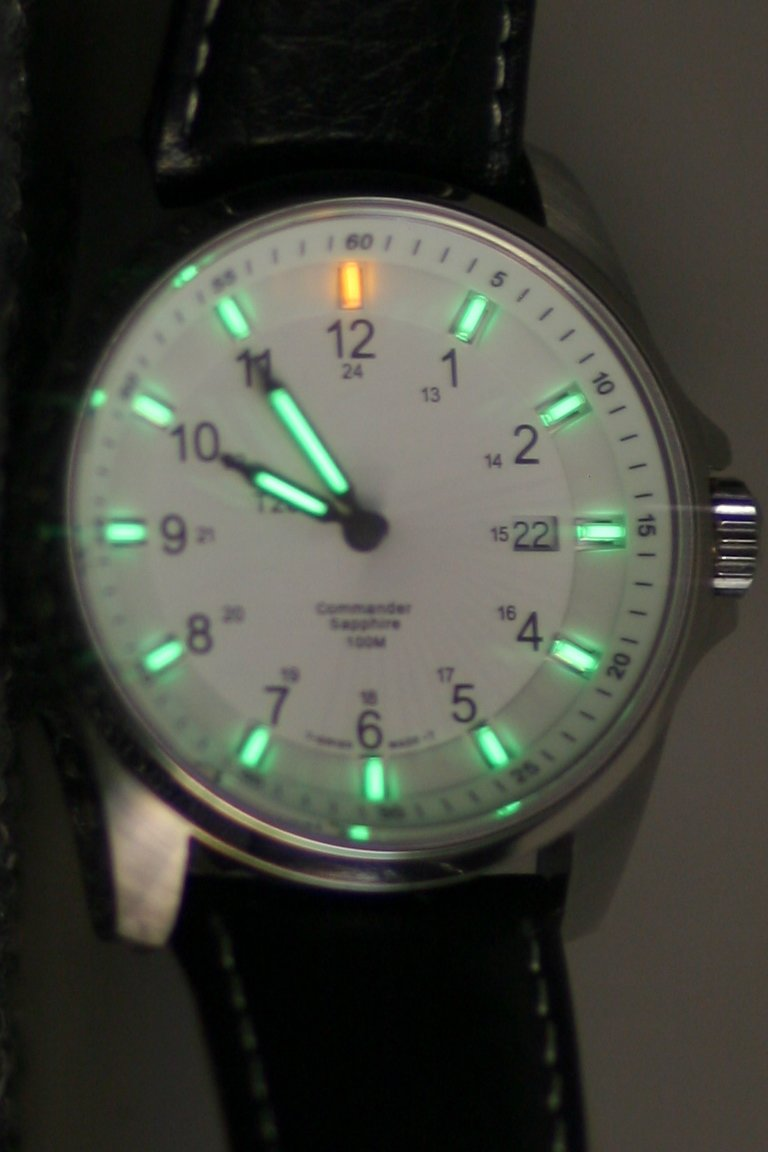
La cara de un reloj iluminado por tubos de tritio.

Actualmente, el tritio es el único radioisótopo permitido como fuente de luz radioluminiscente para uso comercial. Se utiliza en caras de reloj, visor de armas, y la señalización de salidas de emergencia.  El gas tritio está contenida en un pequeño tubo de vidrio, cuya superficie interior está recubierta con fósforo. Las partículas beta emitidas por el tritio chocan con las moléculas de fósforo y producen fluorescencia, la emisión de luz, generalmente de color verde-amarillento.
Se utiliza el tritio porque se cree que representa una amenaza insignificante para la salud humana, a diferencia del radio, la fuente radioluminiscente que se utilizó anteriormente y que resultó ser un riesgo radiológico significativo. Las partículas de baja energía de 5,7 keV emitidas por el tritio no pueden pasar a través del tubo de cristal que las encierra. Incluso si pudieran, no son capaces de penetrar la piel humana. El tritio sólo representa una amenaza para la salud si se ingiere. Dado que el tritio es un gas, si se rompe un tubo de tritio, el gas se disipará en el aire para diluirse a concentraciones seguras.
El tritio tiene un período de semidesintegración de 12,3 años, por lo que la luminosidad de una fuente de luz tritio se reducirá a la mitad de su valor inicial en ese periodo.

## Radio

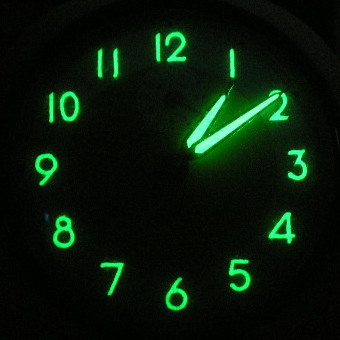
Un reloj de radio de 1950, expuesto a luz ultravioleta para aumentar la luminiscencia.

Históricamente se utilizó una mezcla de radio y sulfuro de cinc dopado de cobre para pintar los cuadros de instrumentos para obtener una luminiscencia verdosa. Los tipos de fósforo que contienen sulfuro de cinc dopado de cobre (ZnS:Cu) producen una luz azul-verde; se utilizó también sulfuro de cinc dopado de cobre y manganeso (ZnS:Cu,Mn) para producir una luminiscencia naranja-amarillenta. Ya no se utilizan pinturas luminiscentes a base de radio por al peligro de radiación que representa para los que fabrican los cuadros. Estos fósforos no son apropiados para uso en capas más gruesas que 25 mg/cm², dado que en este caso la autoabsorción de la luz se convertirá en un problema. Además, el sulfuro de zinc está sometido a la degradación de su estructura de red cristalina, lo que conduce a la pérdida gradual de luminosidad, significativamente más rápido que el agotamiento del radio.
Ernest Rutherford utilizó pantallas de espintariscopio recubiertas de ZnS:Ag en los experimentos que resultaron en el descubrimiento del núcleo atómico.